# 罗依乡
罗依乡，是中华人民共和国四川省阿坝藏族羌族自治州九寨沟县曾经下辖的一个乡。2019年12月，撤销罗依乡，将其所属行政区域划归双河镇管辖。

## 行政区划
罗依乡撤销前下辖以下地区：
顺河村、河坝村、大寨村和罗依坝村。